# Гапоненко, Павел Николаевич
Павел Николаевич Гапоненко (1961—1995) — российский военнослужащий Вооружённых Сил Российской Федерации, участник Первой чеченской войны, Герой Российской Федерации (14.02.1996, посмертно). Майор.

## Биография
Родился 18 сентября 1961 года в городе Лохвица Полтавской области Украины. Украинец. Отец — Гапоненко Николай Павлович, водитель; мать — Гапоненко Нина Андреевна, швея Лохвицкого комбината бытового обслуживания. В 1977 году окончил восемь классов Лохвицкой средней школы № 2. С 1977 года по 1979 год учился в Минском суворовском военном училище в 5-й роте.
В Вооружённых силах с 1979 года. В 1983 году окончил Харьковское гвардейское высшее военное командное танковое училище имени Верховного Совета Украинской ССР. Проходил службу в Группе советских войск в Германии и на Дальнем Востоке.
На Дальнем Востоке служил в посёлке Смоляниново Приморского края Дальневосточного военного округа в 141-м гвардейском танковом полку в должности командира танковой роты, начальника штаба батальона, заместителем начальника штаба полка, а когда полк расформировали, был переведён в 55-ю дивизию морской пехоты, а потом в оперативный отдел Береговых войск Тихоокеанского флота.
В 1995 году гвардии майор Гапоненко в составе отдельного танкового батальона сводного полка морской пехоты Тихоокеанского флота принимал участие в установлении конституционного порядка в Чеченской Республике. В период спецкомандировки исполнял обязанности начальника разведки 106-го полка морской пехоты. Полк был сформирован в Чечне в конце апреля 1995 года на базе подразделений, уже там находившихся или шедших им на смену. Управление полка и один сводный батальон после 1,5-месячной подготовки прибыли из Тихоокеанского флота 27 апреля самолётами военно-транспортной авиации. По одному сводному батальону вошло от Северного и Балтийского флотов, а также группа инженерного обеспечения от отдельного морского инженерного батальона Балтийского флота.
В мае 1995 года гвардии майор Гапоненко участвовал в боях в горной местности Чеченской Республики. 26 мая полк морской пехоты перешёл в наступление в направлении Шали, Агишты. В результате упорных боев полк к вечеру овладел рубежом на глубине 2-2,5 километра, встречая на своём пути, заблаговременно подготовленные минные поля, оборудованные в инженерном отношении опорные пункты, укрытую бронетехнику и фанатичное сопротивление противника. Личный состав полка проявил образцы храбрости и отваги. В ходе боя полк уничтожил: около 70 боевиков, два лагеря дудаевцев, одну единицу ЗСУ-23-4, пять единиц другой техники.
В тот же день — 26 мая 1995 года во время разведывательной операции гвардии майор Павел Гапоненко закрыл своим телом от противотанковой гранаты БТР-80 и ценой своей жизни спас разведотделение в составе десяти человек и боевую машину с экипажем.
Похоронен на городском кладбище города Лохвицы Полтавской области Украины.
Указом Президента Российской Федерации № 200 от 14 февраля 1996 года гвардии майору Гапоненко Павлу Николаевичу присвоено звание Героя Российской Федерации (посмертно).